# Magura-barlang (Bulgária)
A Magura-barlang (bolgárul: Магура) Bulgáriában található, Vidin megyében, Rabisa faluban. Ez a vidék a Balkán-hegység nyugati része. A barlang 371 méteres tengerszint feletti magasságban nyílik, 2500 méter hosszú, mélysége 56 méter. A hőmérséklet 11-12 Celsius-fok. A barlang híres a cseppkőképződményeiről. Vannak itt függő- és állócseppkövek, cseppkőoszlopok, mésztufagátak, cseppkőlefolyások, hegyi tej képződmények. Még híresebb azonban a régészeti leleteiről. Kiemelkedőek az itt talált barlangrajzok, ezek nagy hasonlóságot mutatnak az olaszországi Grotta dei Cervi rajzaival. 
A Magura-barlang alaprajza viszonylag egyszerű. Egyetlen hosszú főfolyosóból áll, hat nagyobb csarnok és három mellékfolyosó teszi némileg változatosabbá a szerkezetét. Nevezetesebb termei: a Győzelem-terem (itt egy kis tó is található), a Harmana, a Mező, a Denevérek-csarnoka, a Céllövölde, a Barlangrajzok-terme, az Izzasztó-folyosó, a Napos-terem, a Cseppkövek-terme, a Kidőlt fenyő-terem, Nyárfa-terem, Trónterem. Nevezetesebb cseppkőképződményei: a Kaktusz, a Keleti város, az Orgona, a Nyárfa. 
A Magura-barlangban barlangi medve, hiéna, róka, farkas, vadmacska csontokat találtak. A legfontosabb ősrégészeti leletnek a barlangrajzok számítanak, ezekből 750 van a Magurában. A képeket denevérguanóval festették az egykori művészek. A legkorábbi rajzok a paleolit kései időszakából származnak, vannak neolit kori festmények és bronzkoriak is. A legtöbb rajz vadászjelenetet ábrázol, de vannak táncokat, szertartásokat bemutató rajzok és naptárszerű jelzések is. A barlang az 1960-as évek óta védelem alatt áll, ennek ellenére néhány évtizede még bárki bemehetett a festményekhez, vandál károkozások is történtek. Miután kiépítették és látogathatóvá tették a Magura-barlangot derült ki, hogy a lámpák fénye és a mikroorganizmusok, melyeket a látogatók hoztak a barlangba, károsítják a barlangrajzokat. Ezért egy időben el is zárták a Barlangrajzok-termét a látogatók elől. 
A Magura-barlang egész évben nyitva áll a turisták előtt, vezetett túrák keretében lehet megtekinteni.

## Fordítás
- Ez a szócikk részben vagy egészben  a   Magura Cave című angol Wikipédia-szócikk fordításán alapul.  Az eredeti cikk szerkesztőit annak laptörténete sorolja fel. Ez a jelzés csupán a megfogalmazás eredetét és a szerzői jogokat jelzi, nem szolgál a cikkben szereplő információk forrásmegjelöléseként.
- Ez a szócikk részben vagy egészben  a(z)   Магура című bolgár Wikipédia-szócikk fordításán alapul.  Az eredeti cikk szerkesztőit annak laptörténete sorolja fel. Ez a jelzés csupán a megfogalmazás eredetét és a szerzői jogokat jelzi, nem szolgál a cikkben szereplő információk forrásmegjelöléseként.